# Felipe II của Tây Ban Nha
Felipe II của Tây Ban Nha (21 tháng 5, 1527 – 13 tháng 9, 1598), cũng gọi Felipe Cẩn Trọng (Felipe el Prudente), là vua Tây Ban Nha từ năm 1556 đến năm 1598, đồng thời là Quốc vương của Vương quốc Napoli và Sicilia (từ năm 1554), Quốc vương Anh và Ireland (Jure uxoris) với tư cách là chồng của Nữ vương của Anh Quốc là Mary I từ năm 1554 đến 1558. Ông còn là Công tước của Milano và vương chủ của 17 tỉnh Hà Lan thuộc Habsburg từ năm 1556 đến 1581. Từ năm 1581, ông là Quốc vương của Bồ Đào Nha và Algarve với tư cách là Filipe I.
Ông cũng là người trị vì trên những lãnh thổ ở châu Mỹ của Tây Ban Nha như Tân Tây Ban Nha và Peru. Đồng thời, ông kiểm soát được cả Vương quốc Sicilia, Công quốc Milan, và Franche-Comté, một vùng đất chiến lược quan trọng ở biên giới phía đông với vương quốc Pháp.
Trong thời kì trị vì của mình, ông đối mặt với vấn đề tài chính lớn khi liên tục vỡ nợ, phần nhiều là do Sự thề bỏ diễn ra năm 1581 tạo nên Cộng hòa Hà Lan. Với tư cách là một tín hữu Công giáo sùng đạo, Felipe II đã phát động chiến tranh chống lại Elizabeth I của Anh, một người biến nước Anh thành Anh giáo với giáo lý của Tin Lành, một giáo lý xúc phạm mạnh đến Felipe II. Đó là nguyên nhân hình thành Hạm đội Tây Ban Nha, và thất bại thảm hại.

## Thân thế
Felipe là con trưởng của Carlos I của Tây Ban Nha và Isabel của Bồ Đào Nha. Felipe sinh ra ở Valladolid, tại Palacio de Pimentel. Cuộc sống và tín ngưỡng ở triều đình Tây Ban Nha có ảnh hưởng đến ông rất lớn, khi từ nhỏ ông đã được giáo dục bởi Juan Martínez Siliceo, về sau thành Tổng giám mục Toledo, Tây Ban Nha. Sau đó, ông được theo học một nhà nghiên cứu khoa học xã hội nổi tiếng Juan Cristóbal Calvete de Estrella.
Mặc dù thông thạo Latinh, Tây Ban Nha và Bồ Đào Nha, song Felipe chưa bao giờ có ý định trở thành một quân vương thông thạo đa ngôn ngữ như cha mình, Hoàng đế Carlos. Măc dù là một Đại công tước người Đức của nhà Habsburg, ông lại bị nhìn nhận như một người nước ngoài ở triều đình Thánh chế La Mã. Về phương diện này rất phức tạp, ông sinh ra ở Tây Ban Nha, lớn lên tại triều đình ở đấy, ngôn ngữ chính của ông cũng là Tây Ban Nha và ông có vẻ thích sống ở Tây Ban Nha hơn. Điều này cuối cùng khiến ông không thể kế vị hoàng vị của Thánh chế La Mã.
Vào tháng 4 năm 1528, khi Felipe mới được 11 tháng tuổi, ông đã nhận được lời tuyên thệ trung thành từ Cortes của Castilla với tư cách là trữ quân. Kể từ đó cho tới lúc mẹ ông Isabel qua qua đời vào năm 1539, ông đã được nuôi dạy tại triều đình Castilla dưới sự chăm sóc của mẹ và một trong những người hầu gái người Bồ Đào Nha – Doña Leonor de Mascarenhas – mà Felipe cực kỳ gắn bó. Felipe cũng thân thiết với hai người em gái của mình, María và Juana cũng như hai tiểu đồng của ông, hai quý tộc người Bồ Đào Nha, Rui Gomes da Silva và Luis de Requesens, con trai của thống đốc Juan de Zúñiga. Hai người này sẽ phục vụ Felipe trong suốt cuộc đời của họ, cũng giống như Antonio Pérez, thư ký riêng của Felipe kể từ năm 1541.